# Kollbrunn

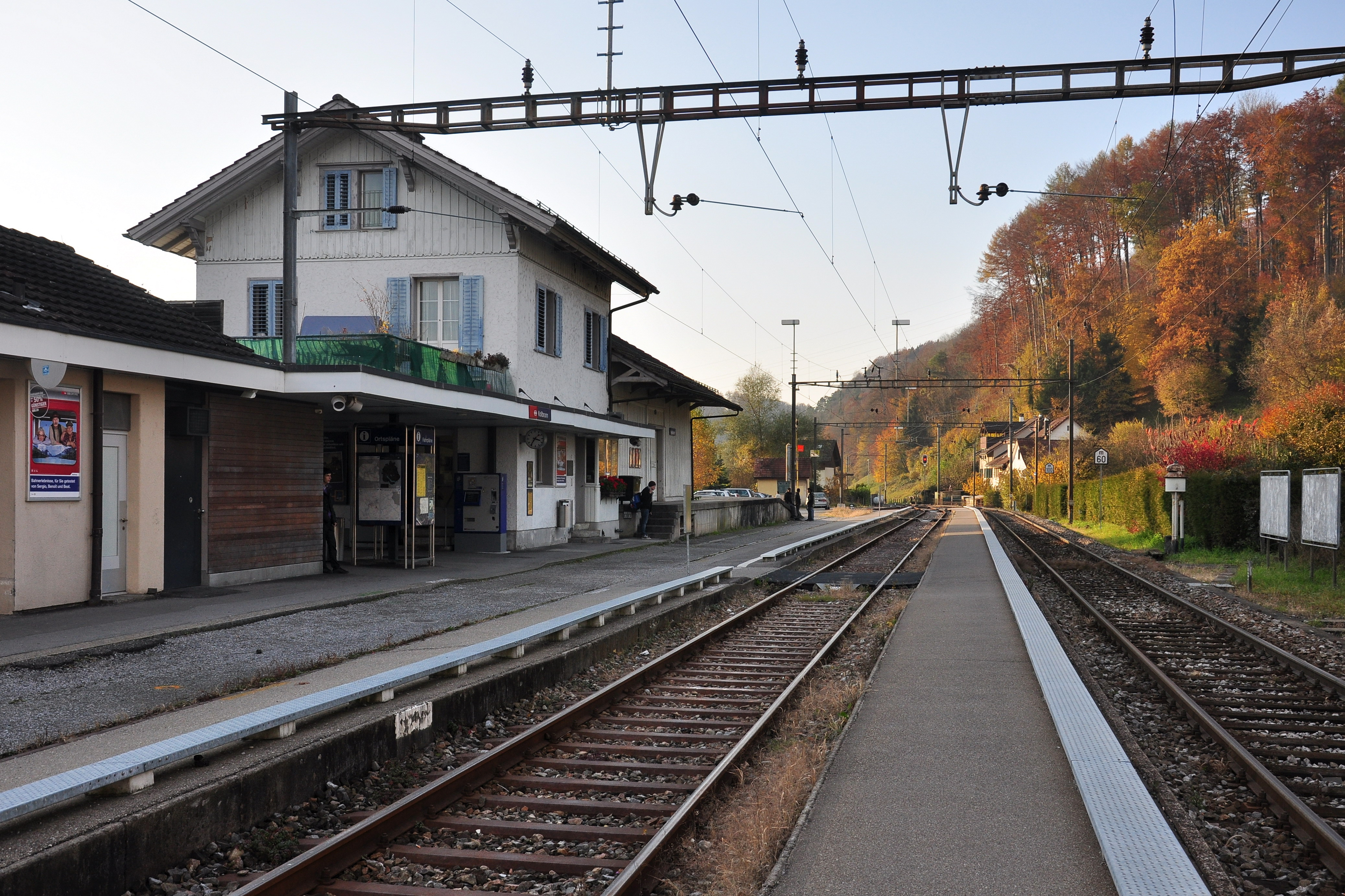
Bahnhof der Tösstalbahn in Kollbrunn (2010)

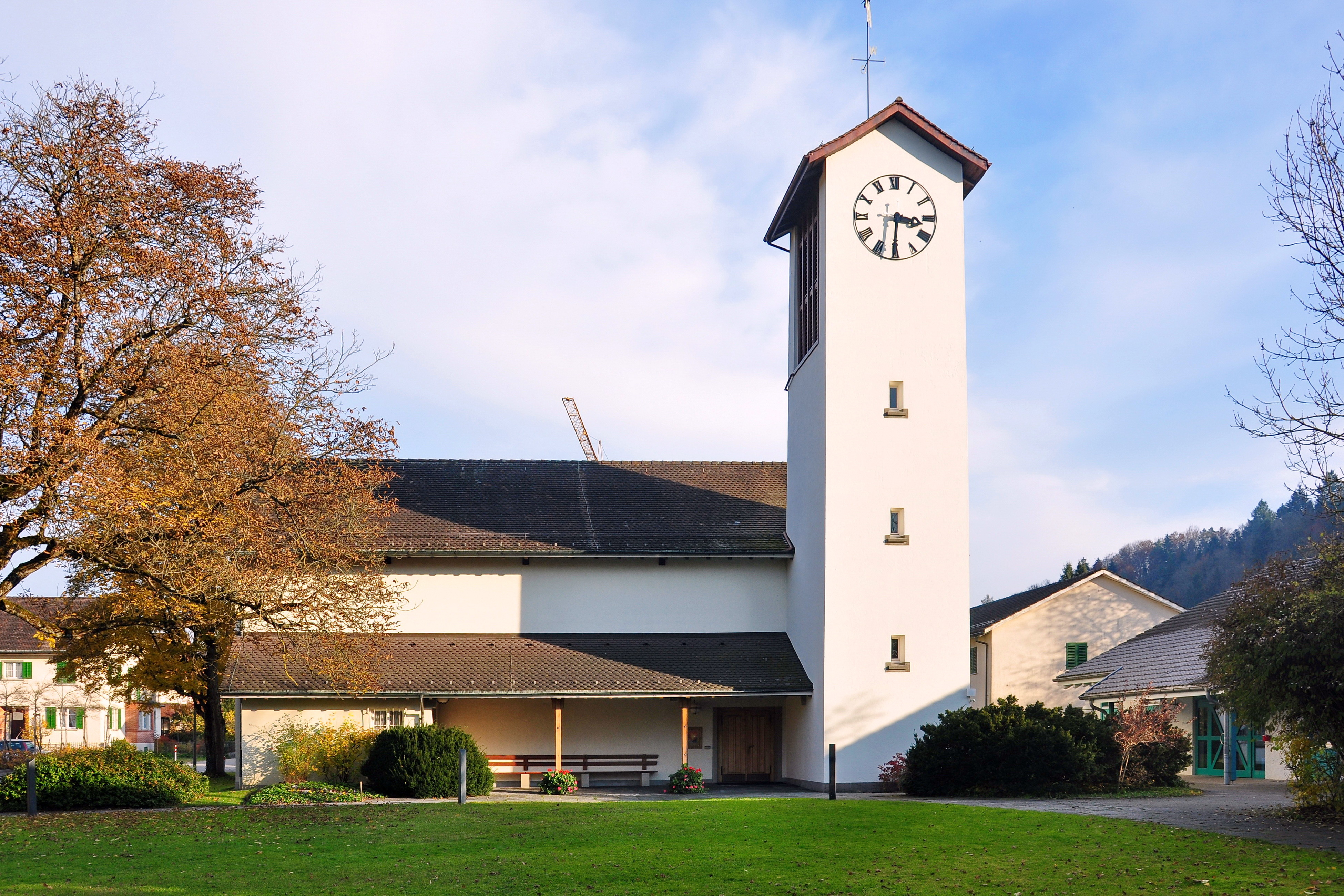
Reformierte Kirche

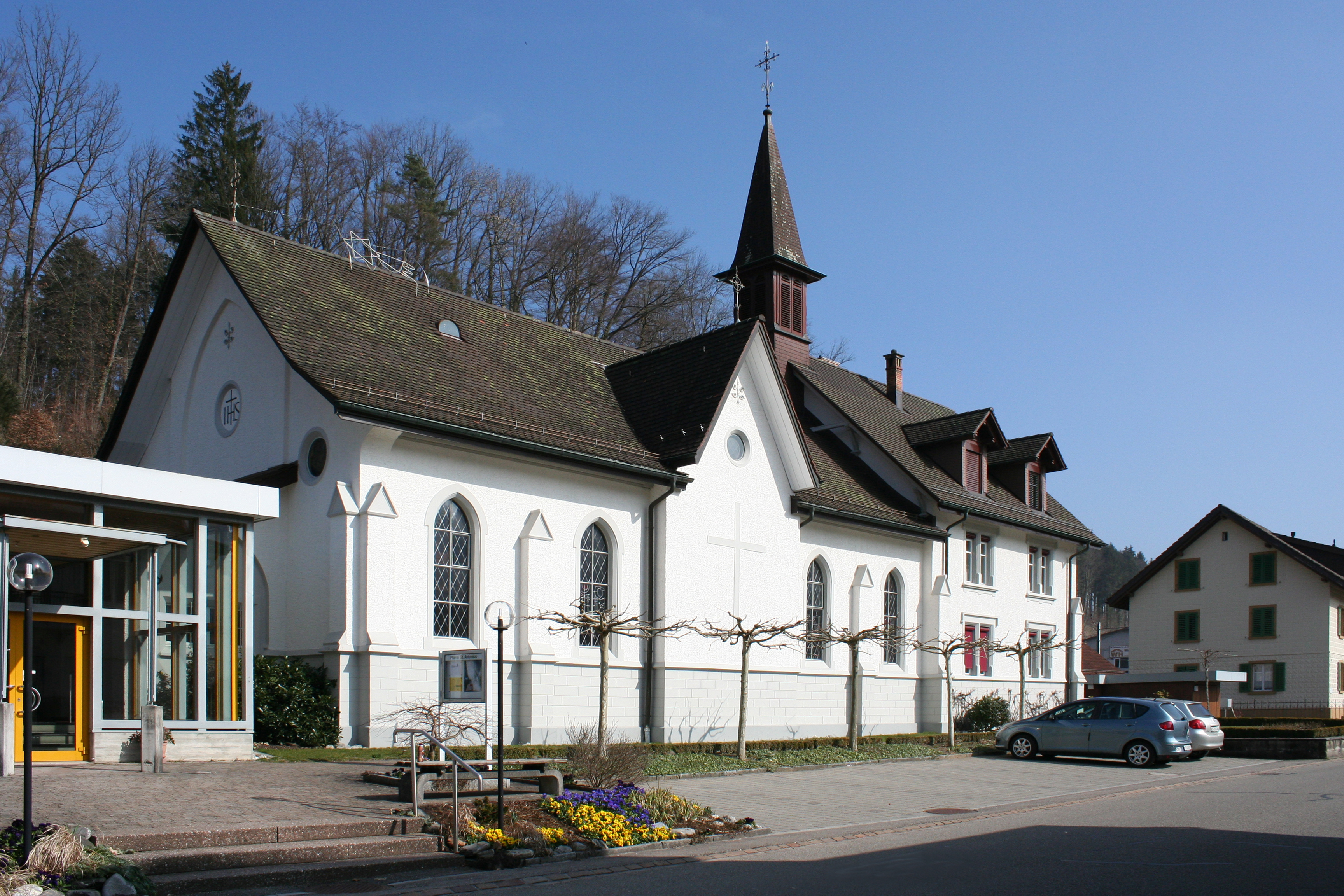
Katholische Kirche St. Antonius

Kollbrunn ist ein Tösstaler Ort in der politischen Gemeinde Zell im Bezirk Winterthur des Kantons Zürich in der Schweiz. Sein Mundartname: Chollbrunn, pop. "im Choli".

## Geografie
Kollbrunn liegt im Tösstal südöstlich von Winterthur und grenzt an die Gemeinden Schlatt, Illnau-Effretikon und Weisslingen an. Der Ort liegt auf 493 m ü. M. Höchster Punkt ist der Weidberg mit 622 m ü. M., den tiefsten Punkt markiert der Flussverlauf der Töss an der Grenze zur Stadt Winterthur mit 483 m ü. M. Die Landschaft wird von Hügeln, Wäldern und Wiesen geprägt, dem Flussverlauf der Töss, verschiedenen Naturschutzgebieten und ehemaligen Industriebauten. Kollbrunn ist für die politische Gemeinde Zell (ZH) ein grosser und wichtiger Gemeindeteil; das Siedlungsgebiet von Kollbrunn umfasst 3,000 km². Sein Name rührt von Braunkohlevorkommen her, die aus Kollbrunns «Kohlenlöchern» im 19. und 20. Jahrhundert sogar aus Nagelfluhstollen ausgebeutet wurden.

## Geschichte

Luftbild von Walter Mittelholzer (1920)

Als es im Tösstal noch keine Strassen gab, wurde der Verkehr wenn möglich über das Flussbett abgewickelt. Die Wasserkraft wurde für den Betrieb von Spinnereien genutzt. Ab 1800 wurden mehrere Wasserkanäle zu den entstehenden Fabriken gebaut. Der Bau der Tösstalstrasse wurde 1837 abgeschlossen. Heimarbeit wie Korbflechten, Weben und Sticken war verbreitet. Durch das Errichten der Fabriken verloren diese Arbeiten an Attraktivität und viele Tösstaler wurden zu Fabrikarbeitern. Die ersten Gewerkschaften wurden gegründet und die heutigen Rechte mussten erkämpft werden.
Eine private Gesellschaft baute mit der Tösstalbahn eine Bahnlinie von Winterthur ins Tösstal, die 1875 den Betrieb aufnahm. Seit 1912 gehört sie zu den SBB. Im 20. Jahrhundert schlossen manche Firmen, da die Arbeit sich nach Asien verlagerte; viele Fabrikarbeiter verloren ihre Stelle. Firmenareale wurden umgenutzt, neue KMU zogen ein oder es entstanden Lofts.
Während Viehzucht und Ackerbau bis Mitte des letzten Jahrhunderts auch in Kollbrunn Menschen ein Einkommen sicherte, hat dieser Bereich im 21. Jahrhundert keine grosse Bedeutung mehr.

## Bevölkerung
Kollbrunn ist mit mehr als 3073 Einwohnern mit Abstand der bevölkerungsstärkste Teil der Gemeinde.

Sprachen
Die Bevölkerung in Kollbrunn ist mehrheitlich deutschsprachig.
Religion – Konfession
- röm.-kath. 22,3 %
- evang.-ref. 54,3 %
- konfessionslos 9,6 %

- Die evangelisch-reformierte Kirche befindet sich an der Kirchstrasse. Sie wurde im Jahr 1950 erbaut.[4]
- Die römisch-katholische Kirche liegt an der Bahnhofstrasse und heisst wie die dazugehörige Pfarrei St. Antonius. 1898 für die zugewanderten katholischen Arbeiterfamilien gebaut, ist sie heute ein seltenes architektonisches Zeugnis eines Ende des 19. Jahrhunderts verbreiteten Bautypus im Kanton Zürich für katholische Kirchen: eine einschiffige Kirche mit an den Chor der Kirche angebautem Pfarrhaus. Dieser Bautypus ist heute nur noch ein zweites Mal im Kanton Zürich zu finden, nämlich bei der Kirche St. Pirminius  in Pfungen.

- Die Kapelle der Freien Missionsgemeinde Kollbrunn befindet sich an der Unteren Bahnhofstrasse 15.[5]

## Sehenswürdigkeiten

### Kohlenlöcher
Kohlenloch am Ankenfelsen Richtung Sennhof, 2 Stollen, ca. 30 m; Koord.699810/257580
Alter Stollen Kollbrunn nördlich der ehem. Spinnerei Bühler, Stollen ca. 25 m; Koord. 700380/257420.

## Verkehr
Die Bahnstrecke Winterthur–Bauma-Rüti ZH förderte den Standort Kollbrunn. Seit 1875 besteht eine Bahnstation. Die S-Bahn Zürich verbindet Kollbrunn durch die S 26  im Halbstundentakt mit den Zentren Winterthur, Bauma und Rüti ZH. Seit dem Fahrplanwechsel 2018 verkehrt die S 11  stündlich in der Hauptverkehrszeit ohne Umsteigen nach Zürich HB und Aarau. Die Postauto-Linie 832 verbindet Kollbrunn über Weisslingen mit Fehraltorf. Der Flughafen Zürich ist mit der Eisenbahn in 35 Minuten zu erreichen (mit Umstieg in Winterthur Hauptbahnhof).
Der nächste bediente Bahnhof befindet sich in Sennhof-Kyburg.

## Wirtschaft und Infrastruktur
Einst ein landwirtschaftlich geprägtes Kleindorf, entwickelte sich Kollbrunn in den letzten Jahrzehnten zu einem gut durchmischten Wirtschaftsgebilde, in dem sich Gewerbe und Kleingewerbe stark verbreitet hat. Gut erschlossene Wohnlagen haben ebenso zur Entwicklung beigetragen wie die Einkaufsmöglichkeiten im Dorfzentrum, die Poststelle, eine Bank und fünf Restaurants.

### Schulen
Die zwei Jahre Kindergarten werden im Kindergarten Kollbrunn und die sechs Jahre Primarschule im Schulhaus Kollbrunn unterrichtet. Das Schulhaus Engelburg der Sekundarschule liegt im Nachbarort Rikon.